# Wessobrunner Gebet

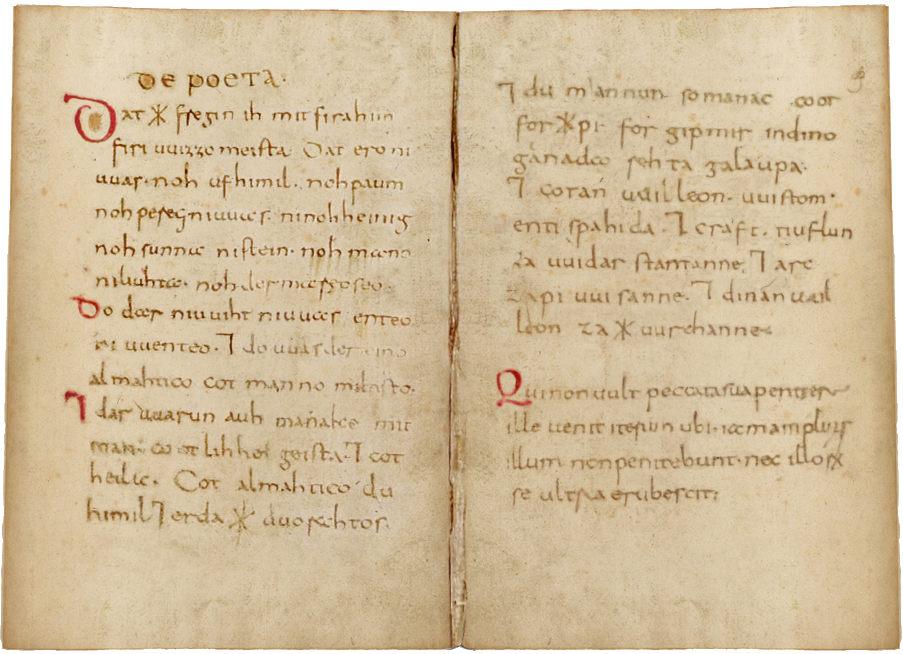
Doppelseite aus der Hs. Clm 22053, 65^{v} und 66^{r}

Das frühmittelalterliche Wessobrunner Gebet, auch Wessobrunner Schöpfungsgedicht genannt, gehört zu den frühesten poetischen Zeugnissen in althochdeutscher Sprache. Es ist das älteste erhaltene christliche Gedicht der deutschsprachigen Literatur.

## Geschichte
Benannt ist es nach dem altbairischen Kloster Wessobrunn, dem langjährigen Aufbewahrungsort des einzigen Überlieferungsträgers, einer lateinischen Pergament-Sammelhandschrift aus dem 9. Jahrhundert. Das Exemplar befindet sich heute in der Bayerischen Staatsbibliothek in München (Signatur: Clm 22053). Auf Bl. 65v/66r ist zwischen lateinischen Texten das althochdeutsche Gedicht eingetragen.
Seine zwei Teile, 1. ein Schöpfungspreis in neun stabreimenden Langzeilen und 2. die eigentliche Oration in freier Prosa, bilden zusammen ein Gebet um Weisheit und Kraft zur Vermeidung von Sünden. Der zweigliedrige Aufbau lässt an die Struktur von Zauberformeln denken: es wird erst ein mythischer Präzedenzfall berufen (hier die Beschenkung der Menschen durch den Schöpfer), nach dessen Muster sich dann das hier und jetzt Erbetene vollziehen soll.
Der neunzeilige Schöpfungsbericht in seinen eindringlichen Versen könnte ursprünglich eigenständig gewesen sein. Er enthält den Anfang einer Kosmogonie, in der die uranfängliche Nichtexistenz von Allem (Erde und Himmel, Baum und Berg, Sonne, Mond und Meer) den Hintergrund abgibt für die Existenz Gottes VOR allem Geschaffenen. Das Gedicht ist in der Sprache der altgermanischen mündlichen Epik abgefasst und verwendet Stab- und Einleitungsformeln, die aus angelsächsischer und altsächsischer Tradition bekannt sind (manno miltisto; dat gafregin ih). Die Formeln, was alles am Anfang nicht war, ähneln denen der nordgermanischen Schöpfungsgeschichte in der Völuspá. Der Gedanke, dass bereits vor der Schöpfung ein transzendenter Gott existierte, der schließlich die Welt aus dem Nichts erschuf, ist jedoch genuin christlich (creatio ex nihilo).
Der Zeitpunkt der Entstehung liegt um 790 oder bald danach, die erhaltene Abschrift ist um 814 entstanden. Der Verfasser der Zeilen ist unbekannt. Ebenso unbekannt ist der Entstehungsort der Handschrift, die nicht in Wessobrunn selbst geschrieben wurde. In Frage kommen Diözesen in Bayern, vermutlich Augsburg oder Regensburg. Auch das Kloster Murbach im Elsass wird als Entstehungsort angegeben. Die auffällige Besonderheit der „Sternrune“ als Kürzel für ga- teilt die Niederschrift des Wessobrunner Gebets einzig mit einer ebenfalls bairischen Handschrift des 9. Jahrhunderts (London, British Library, Arundel MS. 393).
Die Anfänge der Hauptabschnitte des Textes sind durch größere rote Anfangsbuchstaben hervorgehoben (f. 65v, Zeilen 2, 8, 11). Die Punkte knapp über der Zeile dienen als Interpunktion und markieren im Versteil die Vers-, zum Teil auch Halbvers-Schlüsse.
Die Überschrift ist in Unzial-Schrift, der übrige Text in karolingischer Minuskel geschrieben.
In der Forschung geht man davon aus, dass das Wessobrunner Gebet auf Anweisung eines angelsächsischen Missionars veranlasst wurde, um die heidnischen Sachsen auf die Taufe vorzubereiten.
Der Text war in der Musik des 19. und 20. Jahrhunderts Gegenstand einiger Vertonungen, unter anderen von Max Bruch (op.82), Heinrich Kaminski (Triptychon, 3 Gesänge nach Zarathustras Yasna 43, Ittivutta 27 und dem Wessobrunner Gebet), Carl Orff und Gunild Keetman (Musica Poetica II-Orff Schulwerk) und Helmut Lachenmann (Consolation I).
Weiterhin existieren moderne Vertonungen der Mittelalter-Rockbands In Extremo und Estampie.

## Übertragung
Originaltext:

„Dat gafregin ih mit firahim firiuuizzo meista

Dat ero ni uuas noh ufhimil

noh paum noh pereg ni uuas

ni [...] nohheinig noh sunna ni scein

noh mano ni liuhta noh der mareo seo

Do dar niuuiht ni uuas enteo ni uuenteo

enti do uuas der eino almahtico cot

manno miltisto enti dar uuarun auh manake mit inan

cootlihhe geista enti cot heilac [...]

Cot almahtico, du himil enti erda gauuorahtos enti du mannun so manac coot forgapi forgip mir in dina ganada rehta galaupa enti cotan uuilleon uuistom enti spahida enti craft tiuflun za uuidarstantanne enti arc za piuuisanne enti dinan uuilleon za gauurchanne“

Neuhochdeutsch:

„Das erfuhr ich unter den Menschen als der Wunder größtes,

Dass die Erde nicht war, noch der Himmel über ihr,

Noch Baum noch Berg,

Noch [...] irgend etwas, noch die Sonne nicht schien,

Noch der Mond nicht leuchtete, noch das herrliche Meer.

als da nichts war von Enden und Grenzen,

da war der eine allmächtige Gott, der Männer mildester,

da waren  auch viele göttliche Geister mit ihm.

Und der heilige Gott [...]

Gott, Allmächtiger, der Du Himmel und Erde erschaffen hast und den Menschen so viele gute Gaben gegeben hast, gib mir in Deiner Gnade rechten Glauben und guten Willen, Weisheit und Klugheit und Kraft, dem Teufel zu widerstehen, und das Böse zu meiden und Deinen Willen zu verwirklichen.“

## Das Wessobrunner-Schöpfungsgedicht in Stein

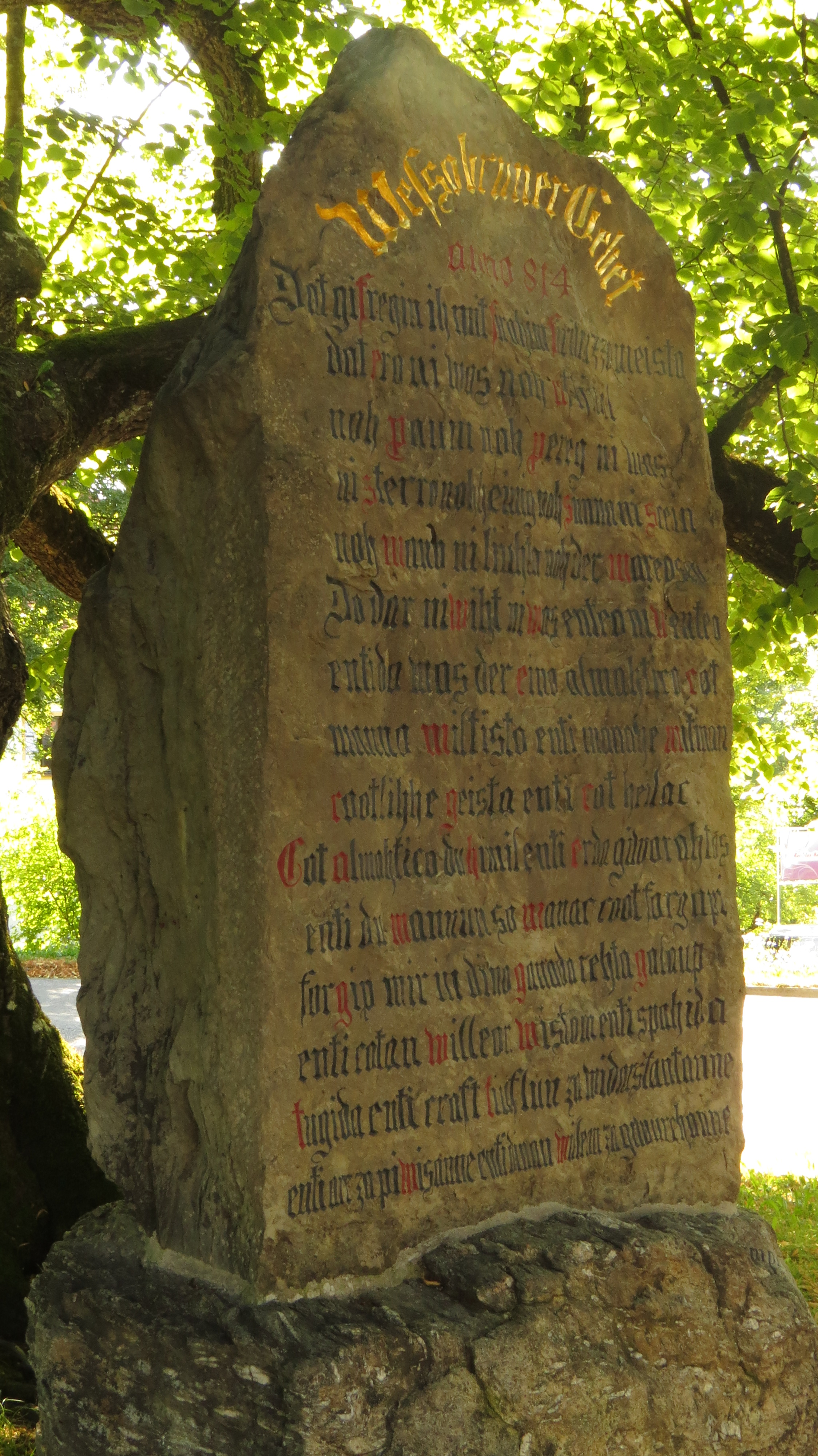
In Wessobrunn seit 1875 (Johann Nepomuk Sepp)
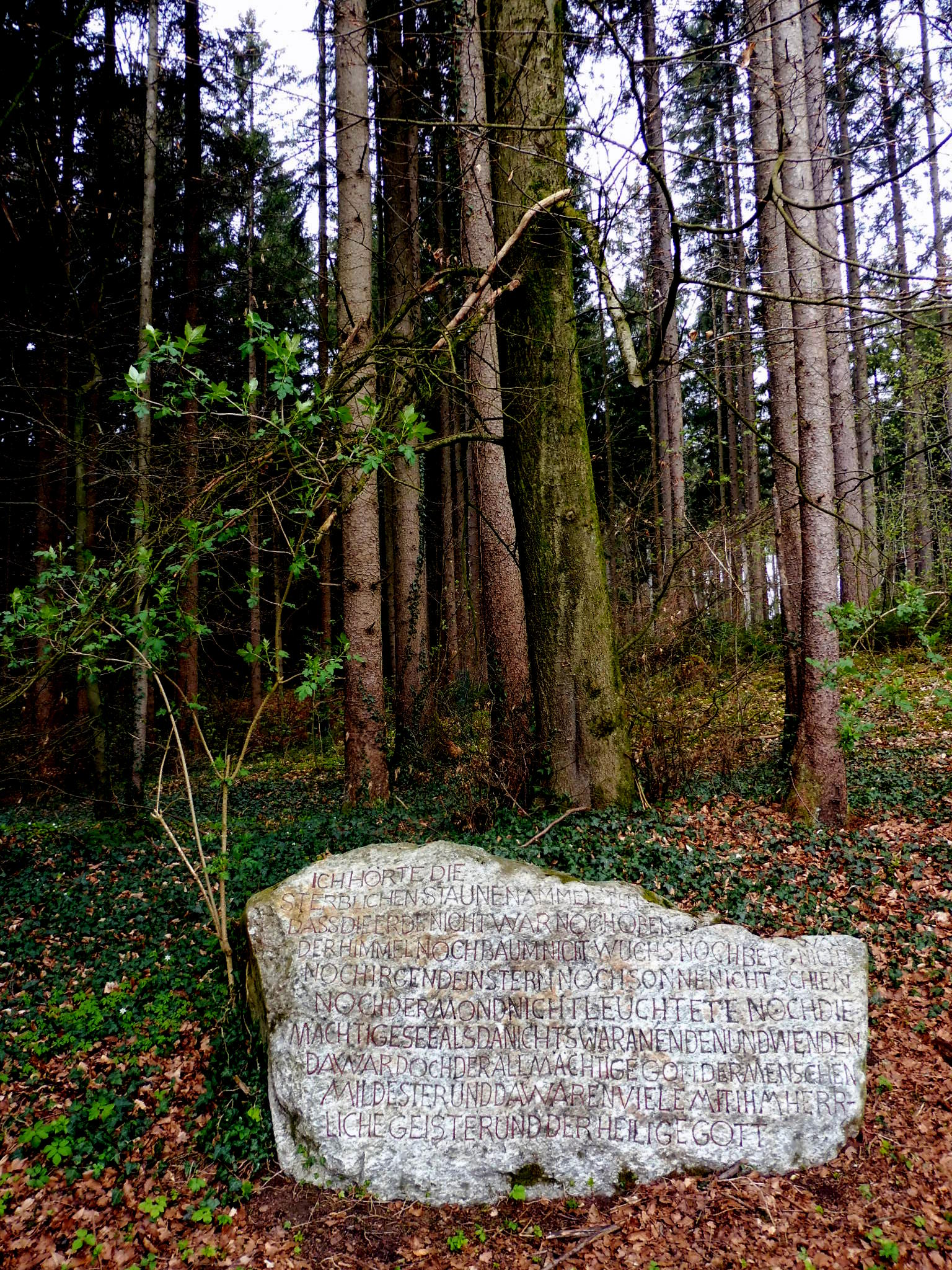
Im Wald bei Irschenhausen (Hans Wach (1926–2012), Landwirt und Künstler, Irschenhausen)